# Nicklas Sandström
Nicklas Sandström, född 1982, är oppositionsråd i Västerbottens läns landsting för Moderaterna sedan valet 2010. Innan dess var han ordförande för Moderata ungdomsförbundet i Västerbotten (2005–2010) och politisk sekreterare i Umeå kommun. Under mandatperioden 2006–2010 satt han i kommunfullmäktige och kommunstyrelsen i Umeå och var vice ordförande för Hörnefors kommundelsnämnd och Umeå hamn.
Nicklas Sandström har en magisterexamen i statsvetenskap från Umeå universitet. Under läsåret 2005/2006 var han vice ordförande för Umeå studentkår. Nicklas Sandström var ledamot i Moderata ungdomsförbundets förbundsstyrelse 2006–2008 och ansvarade för att starta Moderata studenter. Han satt i distriktsstyrelsen för Moderata ungdomsförbundet i Västerbotten 2000–2010 och sitter i länsförbundsstyrelsen för Moderaterna i Västerbotten sedan 2005.